# 園田寿
園田 寿（そのだ・ひさし、1952年- ）は、日本の法学者（刑法）。甲南大学名誉教授、弁護士。関西大学教授、甲南大学教授を歴任。

## 人物
不正アクセスや有害情報などのネットワーク犯罪についての研究で著名。児童ポルノ禁止法について批判的な立場を採る。同法が少女の人身売買を抑制したことには積極的な意義を認めつつ、性の自己決定権や表現の自由を侵害しかねない強硬的な運用は慎むべきだと立言する。立法論としては、具体的な被害者の存在しないアダルトゲームや成人向け漫画の作成・流通を規制するための改定に反対しており、児童の定義を現行の18歳未満から16歳未満に引き下げるべきであると提言している。松文館裁判では弁護側証人として出廷した。

## 教授方針
"甲南の刑法の特徴は、現実に根ざした理論の構築と展開を目指していることです。過去から積み上げられてきた犯罪に対処するためのルールが、最先端の犯罪でどこまで通用するのか。人間の哲学観、世界観などに裏打ちされる面と、二者択一の論理を追うシビアな部分を併せ持つ刑法の世界で、そんな新たな問題を見つめる視点・感覚を教授していきます。" (甲南大学法科大学院教員紹介HPより)

## 略歴
- 1952年 - 熊本県生まれ
- 1981年 - 関西大学大学院法学研究科博士後期課程単位取得退学 (法学修士)
- 1981年 - 関西大学法学部専任講師
- 1984年 - 関西大学法学部助教授
- 1986年 - ケルン大学刑事法研究所客員研究員（1988年まで）
- 1991年 - 関西大学法学部教授
- 2003年 - 関西大学教授退任
- 2004年 - 弁護士登録（大阪弁護士会）
- 2004年 - 甲南大学法科大学院教授
- 2021年 - 甲南大学名誉教授

## 研究業績
出典:
誌名に続く数字は号、数字とカッコ内数字がある場合は巻（号）。
著書
- 臺宏士と共著『エロスと「わいせつ」のあいだ』(朝日新聞出版、2016年)
- 『情報社会と刑法』(成文堂、2011年)
- 乃南アサと共著『犯意』(新潮社、2011年)
- 水谷雅彦編 『岩波 応用倫理学講義３ 情報』(岩波書店、2004年)〔「情報化社会の犯罪学」（165～192頁）〕
- 大谷實監修、共著 『わかりやすいストーカー規制法』 、(有斐閣リブレ42、ストーカー規制法研究会、2002年)
- 『ハッカーvs.不正アクセス禁止法』（日本評論社、2000年）
- 『解説 児童買春・児童ポルノ処罰法』（日本評論社、1999年）

論文
- 「リベンジポルノ法について」(刑事法ジャーナル44号47-54頁、2015年)
- 「サイバー犯罪と刑法」 (園田寿168号6-31頁、2011年）
- 「児童ポルノ禁止法の問題点－「児童ポルノ」とは何か－」 (園田寿671号34-35頁、2010年）
- 「Winnyの開発・提供に関する刑法的考察［再論］―ウイニー控訴審無罪判決の意義と課題― 」 (刑事法ジャーナル22号40-50頁、2010年）
- 「児童ポルノ禁止法7条3項違反の罪と児童福祉法34条1項6号違反の罪の罪数関係について」(甲南法務研究6号21-27頁、2010年）
- 「住基ネットの危険性」（ヒューマンライツ180、部落解放・人権研究所、2003年）
- 「児童買春における「不正勧誘行為」の処罰化について」（現代刑事法5（3）、現代法律出版2003年）
- 「ネットワークセキュリティの刑事法的保護」（法律時報75（2）、日本評論社、2003年）
- 「サイバー犯罪条約」（ノモス13、関西大学法学研究所、2002年）
- 「デジタル化された個人情報」（法学セミナー47（7）、日本評論社、2002年）
- 「インターネットと刑法」（刑法雑誌41（1）、日本刑法学会、2001年）
- 「サイバー犯罪条約」（現代刑事法3（9）、現代法律出版、2001年）
- 「インタビュー 電脳倫理（サイバー・エシクス）の確立を急げ!」（第三文明494、第三文明刊行会、2001年）
- 「情報化社会と人権」（部落解放480、大阪部落解放研究所、2001年）
- 「デジタル・プライバシーの危機」（部落解放研究143、部落解放・人権研究所2001年）
- 「サイバースペースと刑法」（法学教室244、有斐閣、2001年）
- 「詐欺罪の諸問題」（刑法雑誌39（3）、日本刑法学会、2000年）
- 「陳列概念の弛緩―「アルファーネット事件」控訴審判決（大阪高裁判決平成11.8.26）」（現代刑事法2（3）、現代法律出版、2000年）
- 「最新判例研究 FLMASK（エフエルマスク）リンク事件（大阪地方裁判所平成12.3.30第二刑事部判決）」（捜査研究49（5）、東京法令出版、2000年）
- 「刑法が「動く」「聞こえる」「見える」」（大学時報49（274）、日本私立大学連盟、2000年）
- 「Key Word ストーカー」（法学教室239、有斐閣、2000年）
- 「コンピュータ法学最前線（8）教師こそが最良のマルチメディア」（法学教室242、有斐閣、2000年）

翻訳
- 呉英根・園田寿（訳）韓国におけるコンピュータ・インターネット犯罪の対策と問題点」（ノモス13、関西大学法学研究所、2002年）
- 金基中・園田寿（訳）「情報支配社会における電子住民カードの意味とその危険性（抄訳）」（関西大学法学論集51（4）関西大学法学会、2001年）
- 金鐘鉄・園田寿（訳）「大韓民国の住民登録制度」（関西大学法学論集51（4）、関西大学法学会、2001
- ソウル特別市瑞草区庁・園田寿（訳）「韓国の住民登録制度」（関西大学法学論集51（4）、関西大学法学会、2001年）

その他研究活動
- 「強盗致死の共同正犯」刑法判例百選Ⅰ（総論・第6版）［162-163頁］ 2008年02月
- 「自主規制に任せたい」毎日新聞「論点」2007年11月30日朝刊
- 「ネットワーク犯罪」『刑法の争点』（有斐閣、2007年10月）［242-243頁］
- 「『国民カード』導入でどうなる」(京都保険医新聞、2007年7月
- 「Personal information cards pose major risks」 INTERNATIONAL Herald Tribune（The Asahi Shimbun）Saturday-Sunday, July 7-8, 2007
- 「私の視点・国民カード」(2007年6月28日朝日新聞)
- 「児童福祉法第６０条４項の『児童を使用する者』にあたるとされた事例（大阪家裁平成１８年９月１２日判決（平成１８年（少イ）第７号、児童福祉法違反被告事件）（公刊物未登載）」、甲南法務研究No.3（2007年3月）［55～60頁］
- 「〈答申〉箕面市の住民基本台帳ネットワークシステムにおける住民票コードの削除について」（共著）、2007年3月30日箕面市長に対する[答申A4判67頁]
- 「児童ポルノ禁止法７条２項及び刑法１７５条後段における販売目的の意義」（判例セレクト2006・法学教室 No.318 別冊付録）（2007年2月）［38頁］
- 「国が安全対策講じよ」2006年4月30日毎日新聞「論点」
- レポート「ＯＮＥ－ＳＴＯＰセンター〈女性家族部・警察庁・病院の三者による性犯罪被害者のための相談・捜査・医療のワンストップ・サービス〉」2006年3月14日大阪弁護士会に提出[A4判8頁]
- レポート「ソウル警察庁 『人権記念館（仮称）』」、2006年3月7日大阪弁護士会に提出[A4判2頁]
- 「公園のベンチに置き忘れた物と窃盗罪の占有」、ジュリスト平成16年度重要判例解説（刑法7）（2005年6月）［163～164頁］
- 「［意見書］〈住基ネット〉の問題性」、2005年06月
- 「インターネット上の有害情報に対する条例の取り組み」、月刊少年育成2004年12月号［20～25頁］
- 「［意見書］児童買春処罰法における児童買春の意義―福岡高裁平成16年8月27日判決について―」、2004年11月3日最高裁判所に提出［A4判12頁］
- 「［意見書］不正アクセス禁止法における『不正アクセス』の概念について」、2004年12月20日東京地方裁判所刑事第10部に提出［A4判9頁］
- 「速報 長崎・佐世保 女児殺害事件」、健2004年8月号［6～8頁］
- 「『Winny』開発が、犯罪の『起源』か？」、リベラル・タイム（L-TIME）2004年8月号［38～39頁］
- 「情報化社会で進む“貧しさ”」（寄稿）、神戸新聞2004年6月10日朝刊
- 「［意見書］ Ｗｉｎｎｙの作成とネットワークへのアップロードについての刑法的観点からの覚書」、2004年5月24日京都地方検察庁に提出［Ａ４判５頁］
- 「ウィニー事件 処罰は法益を直接犯した者を」（寄稿）、朝日新聞2004年5月29日朝刊
- 「住基ネットの問題性－人権の基礎としての個人情報保護－」（講演記録）、関西大学人権啓発行事2004（春）［109～126頁］（2004年5月31日に関西大学総合情報学部において行った講演の速記録）
- 「時代の大転換期、刑法をどうまなぶか－ネットワーク時代の法学入門－」、『法学入門2004』（法学セミナー別冊No.182）（2004年4月20日）［2～10頁］
- 「横領罪における不法領得の意思」、刑法判例百選Ⅱ（各論）（第5版）（2003年4月）［120～121頁］
- 「共犯からの離脱(1)」、刑法判例百選Ⅰ（総論）（第5版）（2003年4月）［186～187頁］
- 「わいせつ画像データを有料で送信した行為にわいせつ図画販売罪が認められた事例（横浜地裁川崎支部平成12年7月6日判決）」（判例セレクト・法学教室 No.246 別冊付録）（2001年2月）［37頁］
- 「横浜わいせつ画像メール添付事件（横浜地川崎支判平成12（2000）年7月6日）」、（『サイバー法判例解説』（別冊NBL no.79））［74～75頁］
- 「岡山レディースナイト事件（岡山地判平成12（2000）年6月30日）」、（『サイバー法判例解説』（別冊NBL no.79））［72～73頁］
- 「［最新判例研究］ＦＬＭＡＳＫ（エフエルマスク）リンク事件」、捜査研究2000年5月号No.583［10～15頁］
- 「名誉毀損罪」、『基本判例６ 刑法各論』（名誉毀損罪を分担執筆）（法学書院）（1999年4月1日）［24～28頁］
- 「判例で学ぶ刑法各論 わいせつ罪」 、法学教室1998年8月号No.215（1998年8月）［38～40頁］
- 「サイバーポルノとわいせつ図画公然陳列罪の成否」、ジュリスト平成9年度重要判例解説（刑法８）（1998年6月）［165～167頁］
- 「強盗殺人罪の未遂」、刑法判例百選Ⅱ（各論）（第四版）（1997年5 月）［82～83頁］
- 「間接正犯」、刑法判例百選Ⅰ（総論）（第四版）（1997年4月）［148～149頁］
- 「改ざんされた使用済みテレホンカードの使用と変造有価証券行使罪の成否」、関西大学法学論集46巻2号（1996年6月）［136～155頁］
- 「誤想過剰防衛の成立と刑の減免」、（判例セレクト・法学教室 No.162 別冊付録）（1994年3月）［33頁］
- 「過剰防衛と共謀共同正犯関係」、（判例セレクト・法学教室 No.150 別冊付録）（1993年3月）［31頁］
- 「強盗殺人罪の未遂」、刑法判例百選Ⅱ（各論）（第三版）（1992年4月）［80～81頁］
- 「間接正犯」、刑法判例百選Ⅰ（総論）（第三版）（1991年4月）［152～153頁］*
- 「共犯関係離脱の要件」、法学教室111号（1989年12月）［80～81頁］
- 「条件付き故意」、刑法判例百選Ⅰ（総論）（第二版）（1984年3月）［102～103頁］
- 「使用窃盗と不法領得の意思」、ジュリスト56年度重要判例解説（1982年6月）［168～170頁］
- 「心中において一方が生き残った事例」、法学ジャーナル25号（1979年4月）［99～109頁］

## 役職
学会・委員会等活動
- 日本刑法学会会員

学外の社会活動
- 日本学術会議連携会員(2006年8月-)
- 門真市情報公開審査会・同個人情報保護審査会委員(2003年5月-)
- 関西医科大学医学倫理委員会委員(2002年04月-)
- 豊中市公文書開示・個人情報保護運営委員会副会長(1999年08月-)
- 猪名川町個人情報保護審議会会長(1999年06月-)